# 伊尔巴赫
伊尔巴赫是德国巴伐利亚州的一个市镇。总面积15.83平方公里，总人口1132人，其中男性569人，女性563人（2011年12月31日），人口密度72人/平方公里。